# Richard Southgate
Richard Southgate (Inglaterra, Reino Unido, 24 de febrero de 1990) es un actor británico, conocido por interpretar a Malik Drácula en la serie El joven Drácula.

## Biografía
Southgate nació en Inglaterra, Reino Unido. Hizo apariciones en series como Skins, Casualty, Lewis y Borgia.
Desde el 2012 interpreta el papel de Malik Drácula en la serie británica, El joven Drácula. La serie gira en torno a Vlad Drácula y a su familia de vampiros tratando de vivir en un pequeño pueblo rural de Gales, después de mudarse desde Transilvania.
En 2018 interpretó a Rupert, un androide divergente en el videojuego Detroit: Become Human.

## Filmografía
| Año           | Título                | Papel                  |
| ------------- | --------------------- | ---------------------- |
| 2018          | Detroit: Become Human | Rupert / Rupert Travis |
| 2012-presente | El joven Drácula      | Malik Drácula          |
| 2012          | A Little Bit Country  | Dylan                  |
| 2012          | Lewis                 | Will Pascoe            |
| 2012          | Titanic               | Milton Long            |
| 2011          | Borgia                | Marcoantonio Colonna   |
| 2010          | Just William          | George                 |
| 2010          | Stanley Park          | Bent Ben               |
| 2010          | Casualty              | Chris Hallows          |
| 2010          | Skins                 | Matt Moore             |